# ماثياس نورمان
ماثياس نورمان (بالنرويجية البوكمول: Mathias Normann)‏ (28 مايو 1996 في النرويج - ) هو لاعب كرة قدم نرويجي في مركزي الدفاع والوسط. شارك مع منتخب النرويج تحت 17 سنة لكرة القدم. أما مع النوادي، فقد لعب مع Alta IF ‏ ونادي بودو/غليمت وFK Lofoten ‏.

## روابط خارجية
- ماثياس نورمان على موقع الاتحاد الأوربي (الإنجليزية)
- ماثياس نورمان على موقع اتحاد النرويج (النرويجية)
- ماثياس نورمان على موقع قاعدة بيانات كرة القدم.إي يو (الإنجليزية)
- ماثياس نورمان على موقع ناشيونال فوتبول تيمز (الإنجليزية)
- ماثياس نورمان على موقع Soccerbase.com (لاعب) (الإنجليزية)
- ماثياس نورمان على موقع Soccerway.com (الإنجليزية)
- ماثياس نورمان على موقع عالم كرة القدم.نت (الإنجليزية)